# Amphidromus
Amphidromus is een geslacht van weekdieren uit de klasse van de Gastropoda (slakken).

## Soorten
- Amphidromus alicetandiasae Parsons, 2016
- Amphidromus baolocensis Thach & Huber, 2016
- Amphidromus dambriensis Thach & Huber, 2016
- Amphidromus daoae Thach, 2016
- Amphidromus delsaerdti Thach, 2016
- Amphidromus franzhuberi Thach, 2016
- Amphidromus friedae Thach & Huber, 2016
- Amphidromus globonevilli Sutcharit & Panha, 2015
- Amphidromus heinrichhuberi Thach & Huber, 2016
- Amphidromus hueae Thach & Huber, 2016
- Amphidromus jeffabbasorum Thach, 2016
- Amphidromus laevus (O. F. Müller, 1774)
- Amphidromus lamdongensis Thach & Huber, 2016
- Amphidromus ledaoae Thach, 2016
- Amphidromus luangensis Gra-tes, 2015
- Amphidromus pengzhuoani
- Amphidromus phamanhi Thach, 2016
- Amphidromus principalis Sutcharit & Panha, 2015
- Amphidromus psephos Vermeulen, Liew & Schilthuizen, 2015
- Amphidromus schileykoi Thach, 2016
- Amphidromus setzeri Thach, 2015
- Amphidromus stevenliei Parsons, 2016
- Amphidromus taluensis Gra-tes, 2015
- Amphidromus thachi F. Huber, 2015
- Amphidromus thanhhoaensis Thach & Huber, 2016
- Amphidromus yangbayensis Thach & Huber, 2016